# لورین (پنسیلوانیا)
لورین (به انگلیسی: Lorane) یک منطقهٔ مسکونی در ایالات متحده آمریکا است که در پنسیلوانیا واقع شده‌است. لورین ۴٬۲۳۶ نفر جمعیت دارد.